# Sérgio Luís Lisboa de Almeida
Sérgio Luís Lisboa de Almeida (Brasília, 7 de outubro de 1966), conhecido por Serjão, é um ex-futebolista brasileiro que jogava como goleiro.
Ficou famoso nacionalmente em 2003, quando atuou profissionalmente com 153 quilos, enquanto jogava pela ARUC no Campeonato Brasiliense.

## Carreira

### Início na base e primeira aposentadoria
Serjão iniciou a carreira nas categorias de base do Ceilândia, passando ainda pelo Tiradentes antes de se mudar para o Rio de Janeiro, onde atuaria também nos juniores de Serrano, Portuguesa e Vasco da Gama. Voltou ao Tiradentes para atuar profissionalmente e, depois de uma passagem pelo Vasco-DF. Com poucas oportunidades, Serjão decidiu parar de jogar em 1990, virando administrador de empresas, porém não deixou o futebol - chegou a trabalhar como dirigente do Gama por 4 anos (1997 a 2001) e jogou campeonatos amadores.

### Volta aos gramados e destaque nacional
Em 2003, aos 36 anos de idade, o goleiro decidiu voltar a disputar um campeonato profissional para superar a depressão que o atingira, uma vez que seu pai havia falecido em janeiro do mesmo ano. Frequentando os treinos da ARUC, assumiu a titularidade depois que Wender (então o camisa 1 da equipe) fraturou o ombro. Seu substituto era um atleta dos juvenis da ARUC, e Serjão começou a ganhar fama nacional por seu peso (153 quilos). Após o rebaixamento do Gavião à Segunda Divisão distrital, o goleiro voltou ao Ceilândia em 2004, desta vez para jogar profissionalmente. Seguiu no clube até 2005, quando pendurou novamente as chuteiras - desta vez em definitivo, mas permaneceria como presidente até 2008. Chegou a morar nos Estados Unidos antes de voltar ao Brasil em 2010.

## Prisão
Em junho de 2015, Serjão foi preso acusado de participar de um esquema de lavagem de dinheiro. Ele tentou fugir da Polícia e chegou a se esconder na casa de cachorro de um vizinho, mas foi descoberto. Aquela não foi a primeira vez que o ex-goleiro foi preso - foi acusado de estelionato e formação de quadrilha.